# Bożnów
Bożnów (deutsch Nieder Eckersdorf) ist ein Dorf in der Landgemeinde Żagań im Powiat Żagański der Woiwodschaft Lebus in Polen.

## Sehenswürdigkeiten
- Die Katholische Kirche Maria Verkündigung (Kościół Zwiastowania NMP) ist ursprünglich eine gotische Saalkirche. Sie wurde im 17. Jahrhundert barock umgestaltet und dann Ende es 19. Jahrhunderts wieder gotisiert. Sie hat ein steinernes mittelalterliches Taufbecken.
- Im Nordwesten der Kirche steht ein barockes Pfarrhaus von 1734.